# Filip Neusser
Filip Neusser (* 16. září 1981 Praha) je bývalý český profesionální brankář pozemního hokeje a sportovní funkcionář. Od května roku 2021 do konce listopadu 2022 byl předsedou Národní sportovní agentury.

## Hráčská kariéra
Filip Neusser začal s pozemním hokejem v Praze ve věku šesti let v klubu HC 1946 Praga. V 16 letech byl jmenován nejlepším brankářem během halových mistrovství Evropy do 21 let v roce 1998.
Českou republiku reprezentoval od roku 1997 a odehrál za národní tým více než 150 zápasů. Byl zvolen nejlepším brankářem halového mistrovství Evropy do 21 let 1998, kvalifikace mistrovství světa a třikrát na mistrovství Evropy divize B. V roce 2013 startoval na mistrovství Evropy divize A v belgickém Boomu, kde byl také vyhlášen nejlepším brankářem turnaje.
Svou profesionální kariéru zahájil v roce 2003 v Německu, později hrál za East Grinstead Hockey Club v Anglii, je dvojnásobný mistr anglické ligy v halovém pozemním hokeji. Byl zvolen mužem zápasu během finále ve Wembley v roce 2014.

## Funkcionářská, profesionální a politická kariéra
Ještě jako hráč, v letech 2007–2013 vykonával funkci místopředsedy Českého svazu pozemního hokeje. Následně se stal také trenérem reprezentace žen.
V roce 2014 kandidoval do zastupitelstva městské části Praha 3 za uskupení Žižkov (nejen) sobě vedené Matějem Stropnickým. Byl zvolen a stal se zastupitelem. Dostal se též do vedení některých městských firem, například byl místopředsedou představenstva Technické správy komunikací. Od roku 2015 je předsedou představenstva společnosti 4-Energetická a.s. Je spoluzakladatelem značky sportovního oblečení FNBrand.
Od roku 2012 zastupuje pozemní hokej v plénu Českého olympijského výboru. Na podzim roku 2020 oznámil, že ve volbách předsedy ČOV vyzve jeho stávajícího šéfa Jiřího Kejvala. V následujících měsících ostře kritizoval jak připravovaný způsob volby, která měla proběhnout – kvůli koronavirové pandemii – bez zasedání pléna ČOV, tak samotné Kejvalovo působení v čele organizace.
17. května 2021 jmenovala vláda Filipa Neussera předsedou Národní sportovní agentury. Stalo se tak ve stejný den, kdy svou rezignaci na tuto funkci oznámil jeho předchůdce Milan Hnilička. Souběžně s tím oznámil, že se vzdává kandidatury na předsedu ČOV.
Dne 3. listopadu 2022 oznámil, že se s Petrem Fialou dohodnul na konci ve funkci předsedy Národní sportovní agentury k 30. listopadu 2022.

## Osobní život
Neusser žije v Praze a má dvě dcery.Jedna se jmenuje Emma a druhá Anna. Jsou od sebe necelé dva roky.